# Michael Vas
Michael Vas (* 9. September 1881 in Eberau; † 5. März 1958 in Wiener Neustadt) war ein österreichischer Landwirt und Politiker (Landbund/CS). Er war zwischen dem 15. Juli 1922 und dem 31. Oktober 1934 Abgeordneter zum Burgenländischen Landtag.

## Leben
Vas wurde als Sohn des Wirtschafters der Erdödyschen Gutsverwaltung Joseph Vas (oder Vass) geboren und arbeitete nach der Volksschule als landwirtschaftlicher Arbeiter der Erdödy'schen Gutsverwaltung in Eberau. 1896/97 war er in Wien Schönbrunn, 1898/99 bei Graf Batthyany in Güssing und 1900/01 als Gärtner der Gemeinde Wien beschäftigt. Vas leistete zwischen 1902 und 1905 seinen Militärdienst an und absolvierte in der Folge einen Telegraphenkurs in Tulln. Anschließend war Vas Telegraphie-Lehrer tätig und wurde später Wachtmeister bei den Husaren in Bratislava. Vas wanderte 1906 in die USA aus und arbeitete als Gärtnergehilfe in Passaic, New Jersey, bevor er 1919 ins Burgenland zurückkehrte. Vas war als selbständiger Landwirt in Güssing tätig und flüchtete 1920 nach Österreich.
Er war von 1932 bis 1954 in der Landespflegeanstalt Neudörfl in Neudörfl als Gärtner beschäftigt und übersiedelte nach seiner Pensionierung am 30. Juni 1954 nach Bad Sauerbrunn.
Vas war verheiratet.

## Politik
Vas war 1921 Mitbegründer des Burgenländischen Bauernbundes/Landbund. Er gehörte dem Landesparteivorstand von 1922 bis 1930 an und war vom 11. Mai 1924 bis zum 16. Mai 1926 Obmann des Landbundes im Burgenland. Zudem hatte er zwischen dem 19. Juni 1927 und dem 22. Oktober 1930 die Funktion des Geschäftsführers der Landesorganisation inne. Vas hatte des Weiteren 1925 die Funktion eines Vorstandsmitglied der Reichsparteileitung inne, war ab 1927 Landesführer-Stellvertreter der burgenländischen Heimwehr und ab dem 15. Juni 1930 Landesführer. Nachdem Vas 1930 als Listenführer der Christlichsozialen Partei-Heimwehr kandidierte wurde er mit dem 22. Oktober 1930 aus dem Landbund ausgeschlossen. 1934 zog sich Vas aus der Politik zurück.